# ヨーロッパノスリ

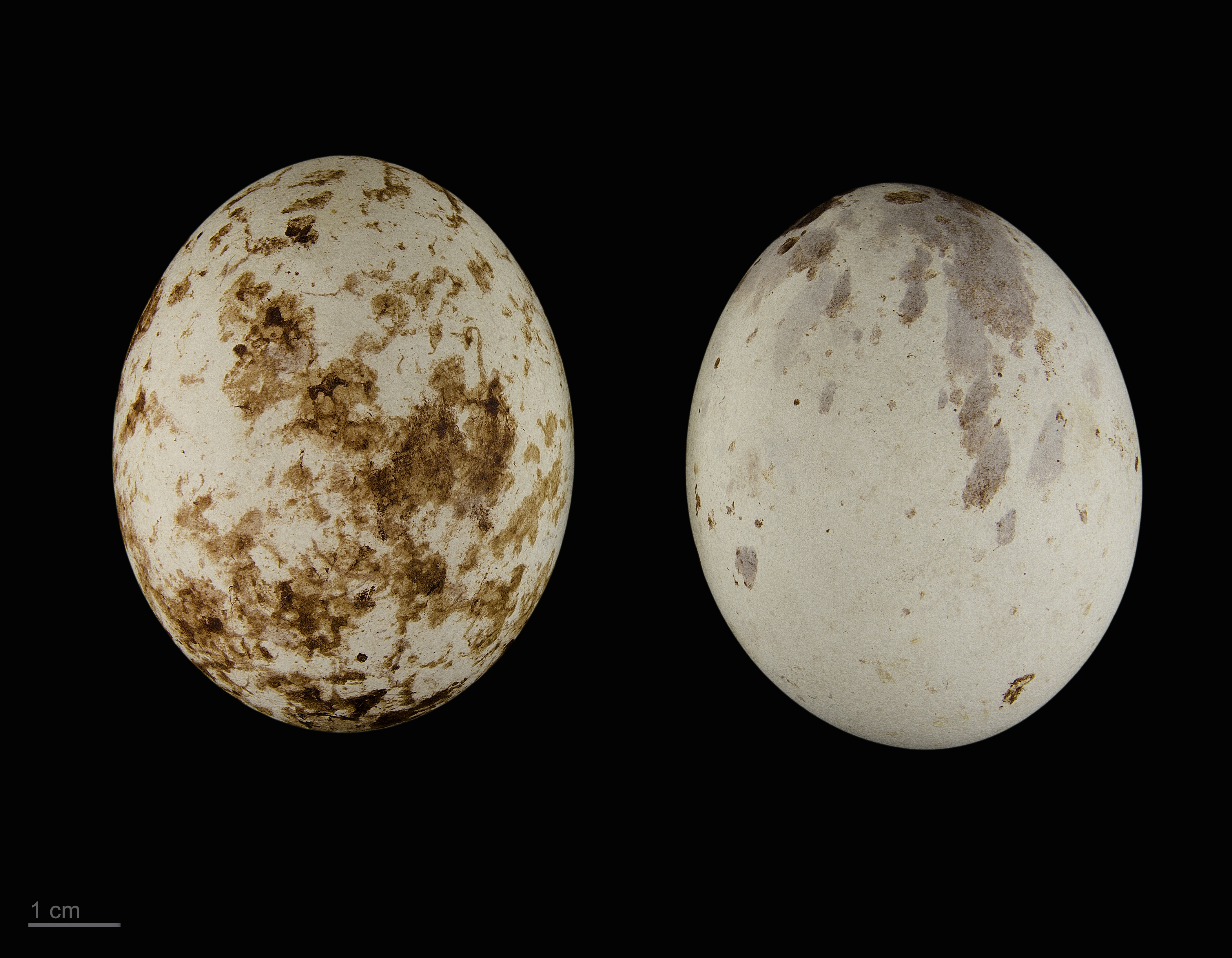
Buteo buteo

ヨーロッパノスリ(学名：Buteo buteo)は、タカ目タカ科ノスリ属に属する猛禽類。

## 分布
アルバニア、ボスニア・ヘルツェゴビナ、アイルランド、モナコ、ノルウェー、ロシア、セルビア、カナリア諸島で繁殖し、ヨルダン、パレスチナやスーダンを通過しアフガニスタン、ウズベキスタン、タジキスタン、中部アフリカ、北アフリカ、東アフリカ、モーリタニア、セネガル、リベリア、コートジボワール、南部アフリカ、サウジアラビア、ブータン、バングラデシュ、スリランカで越冬する。
ヨーロッパからトルコやコーカサス地方、中央アジア、イラク、イラン、アラブ首長国連邦、イエメン、パキスタン、インド、ネパール、中国、南スーダンでは留鳥として分布している。
西アフリカ、フェロー諸島、アイスランド、カタール、モルディブでは迷鳥である。

## 形態
体長は51-57cm、翼長は110-150cmになる中型の猛禽類である。

## 亜種
- Buteo buteo rothschildi（Swann,1919）アゾレス諸島に分布している[2]。
- Buteo buteo bannermani（Swann,1919）カーボベルデに分布している。ヨーロッパノスリとは別種として分類される場合もある[2]。
- Buteo buteo buteo (Linnaeus,1758）ヨーロッパの東部と北部、ルーマニア、トルコで繁殖し、アフリカの南部と西部で越冬する[3]。
- Buteo buteo harterti（Swann,1919）マデイラ諸島に分布している[2]。
- Buteo buteo insularum（Floericke, 1903）カナリア諸島に分布している[2]。
- Buteo buteo arrigonii（Picchi 1903）コルシカ島とサルデーニャ島に分布している[3]。
- Buteo buteo pojana（Savi, 1831）イタリア中南部に分布している[3]。
- Buteo buteo menetriesi（Bogdanov, 1879）トルコ東部、クリミア半島南部、コーカサス地方周辺に分布している。この亜種もヨーロッパノスリとは別種として分類される場合がある[3]。
- Buteo buteo vulpinus（Gloger, 1833）フィンランドからロシア、コーカサス地方、中央アジアに分布している。この亜種も別種として分類される場合がある[3]。

## 生態
主に標高2500m以下の山地から低地の森林や低木地、草原、湿原、湖、農耕地に生息している。
狩りは開けた場所で行う。主に小型哺乳類を食べるが、地域によっては無脊椎動物を主に摂食する。
繁殖期は、森の端にある木などに営巣する。一つの巣に産む卵の数は1-5個で、ほとんどの場合は2-3個である。